# Pedassaar
Pedassaar est une île d'Estonie dans le golfe de Finlande.

## Géographie
Elle appartient à la commune de Kuusalu. Elle est composée de terrains calcaires et est fortement boisée. Ses plages de sable blanc sont très fréquentées par les touristes. 

## Histoire
En 1950, un incendie détruisit presque l'ensemble de ses forêts. De 1944 à 1991, sous appartenance de l'Union soviétique, l'île est interdite au public. Elle est reboisée juste après l'indépendance pour en freiner l'érosion.  

## Galerie

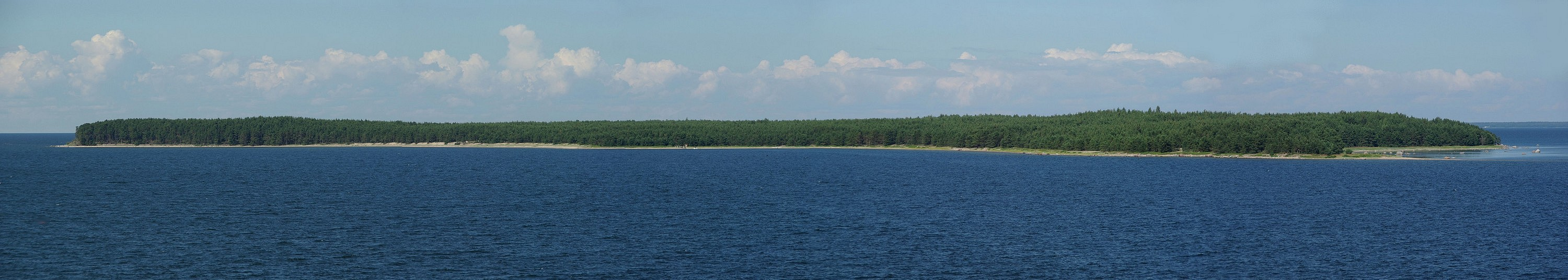
Vue panoramique
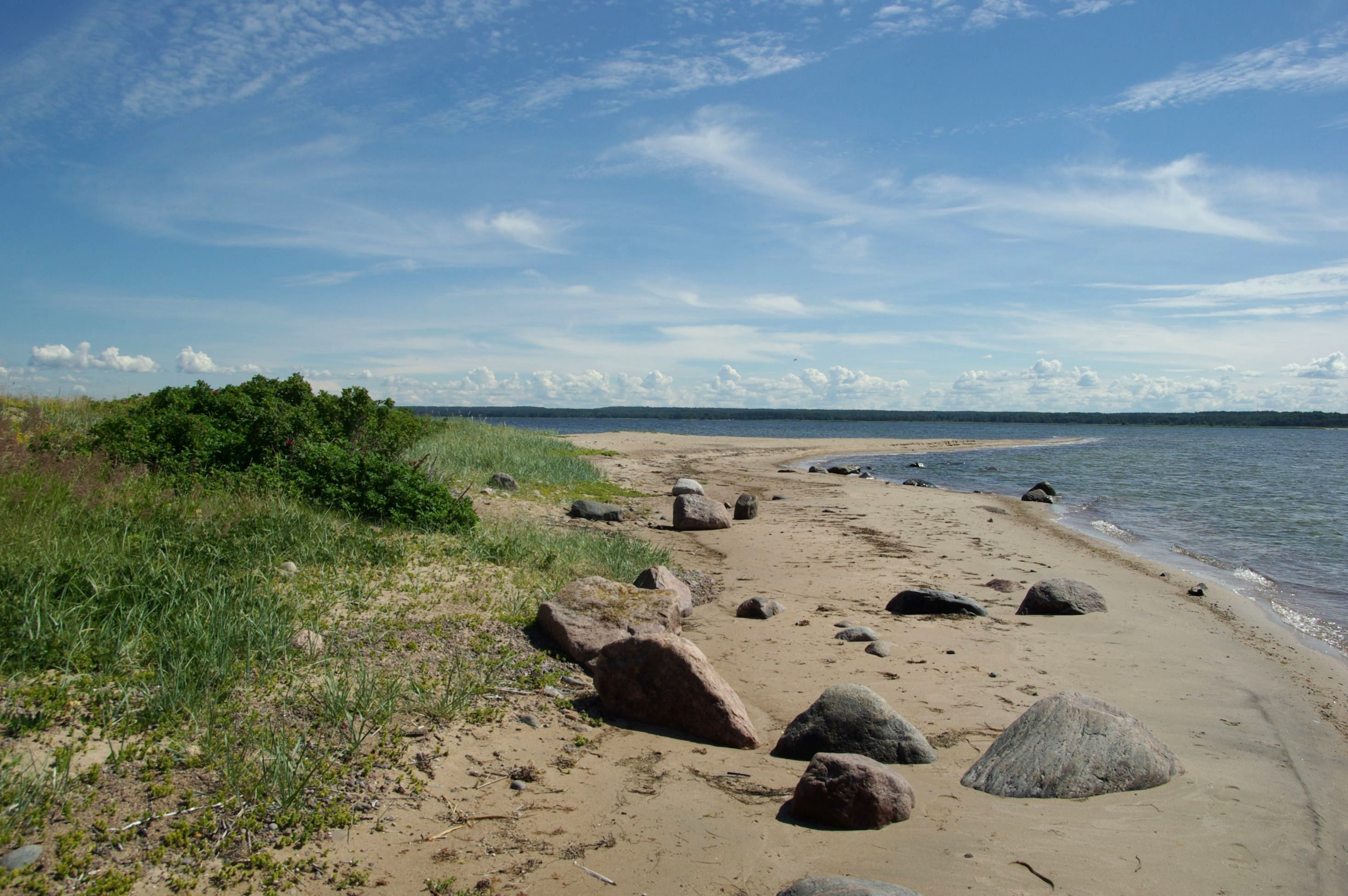
Paysage
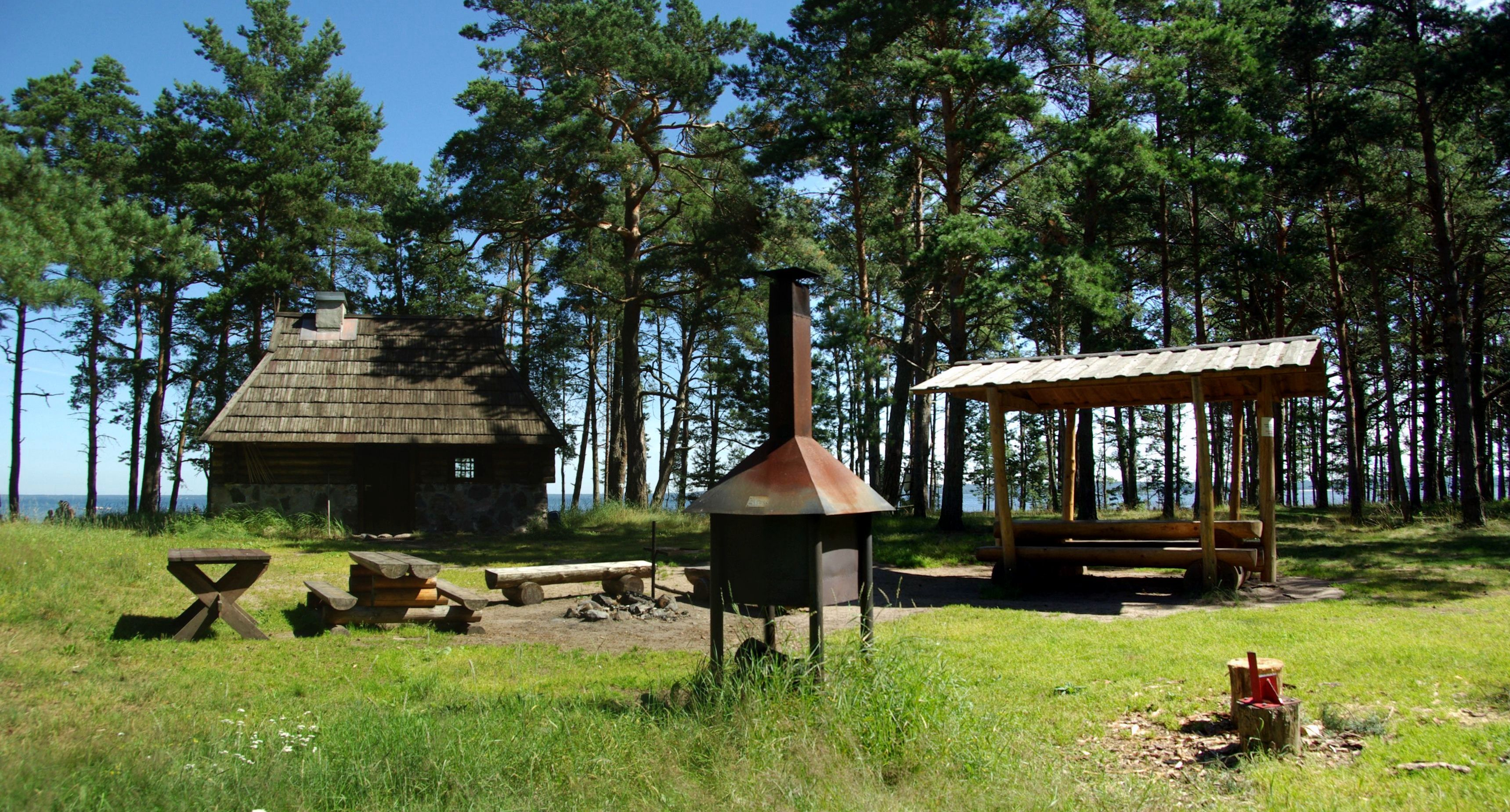
Intérieur de l'île